# 额玛勒郭楞蒙古族乡
额玛勒郭楞蒙古族乡是中华人民共和国新疆维吾尔自治区塔城地区额敏县下辖的一个民族乡。

## 行政区划
额玛勒郭楞蒙古族乡下辖以下村级行政区划单位：
多尔加甫村、吐鲁巴苏瓦提村、巴克新布鲁克村、毕依克加尔东村、比依克加尔西村、恰尔格阿吉尔干东村、恰尔格阿吉尔干西村、喀拉尕什库热东村、喀拉尕什库热西村和牧业队。